# Бенні Борг
Бенні Борг (англ. Benny Borg; нар. 13 листопада 1945) — шведський співак і композитор.

## Біографія
Він народився в Гетеборзі, але переїхав до Норвегії в 1968 році, а з 1972 по 1978 рік був одружений з Кірсті Спарбое. Він відомий своєю співпрацею з Dizzie Tunes та з Грете Каусланд. Він виграв нагороду Spellemannprisen у 1973 р.  та представляв Норвегію на Євробаченні у 1972 р. У 2004 році він виграв поезійну премію Германа Вільденві. 